# Diego Dolcini
Diego Dolcini (Napoli, 21 marzo 1969) è uno stilista italiano, direttore creativo e CEO dell’omonimo marchio, specializzato nella creazione di calzature e accessori.

## Biografia
Dolcini cresce in famiglia con altri due fratelli, da padre matematico e madre casalinga. Dai 10 ai 15 anni frequenta il collegio a Pescara, per poi fare ritorno a Napoli per ultimare gli studi superiori. Si diploma nel 1986 al Liceo Artistico Statale di Napoli Chiostro dei Santi Apostoli.
Dopo gli studi in Architettura al Politecnico di Milano, nel 1989 vince una borsa di studio per il Master in Fashion Design presso la Domus Academy, dove presenta una tesi sperimentale riguardante il settore tessile, promossa dalla Mario Boselli Jersey.
Nello stesso anno si laurea con Gianfranco Ferré e la supervisione al progetto di Daniela Puppa, Chiara Buss e Nancy Martin.

## Carriera
Nel 1994, durante la Settimana della moda di Parigi, lancia l’omonimo marchio Diego Dolcini, in seguito distribuito in punti vendita del lusso, fra i quali Luisa Via Roma, Neiman Marcus, Barneys, Saks Fifth Avenue, Lane Crawford, Galeries Lafayette, TsUM e molti altri.
Nel 1997 diventa direttore creativo di Bruno Magli per le collezioni di calzature donna e uomo, borse e piccola pelletteria. Lo stesso anno inaugura il suo atelier nel cuore di Bologna, a Palazzo Bocchi. All'inizio del 2013 la sede si è trasferita nel centro di Milano.
Nel 1999 crea gli accessori per le sfilate di Emilio Pucci e Bulgari.
Ricoprirà il ruolo di direttore del design delle calzature in Gucci, dal 2000 al 2004, durante la direzione creativa dello stilista statunitense Tom Ford. Durante questo periodo, nascono alcune delle calzature più iconiche del marchio tra cui la sneaker “ACE”.
Nel 2002, nel corso di AltaRoma, realizza l’evento “Paraphernalia”, presso l’Auditorium di Roma mentre tre anni dopo, sempre nel corso dello stesso evento, realizza “Cenerentola” presso il Tempio di Adriano.
Dal 2004 al 2006 collabora con Dolce&Gabbana come direttore creativo della divisione accessori e firma una capsule collection per lo storico marchio Dr. Scholl's.
Nel 2007 realizza la mostra “Shoebang!” presso il MAXXI 2, Museo nazionale delle arti del XXI secolo. L’anno successivo è il protagonista della mostra “Camera Oscura” presso la centrale elettrica di Prenzlauer Berg a Berlino. Lo stesso anno inaugura la sua prima boutique italiana, nel cuore del quadrilatero milanese, in collaborazione con l’artista Martino Gamper.
Dal 2008 al 2011 collabora con Milan Vukmirovich per la collezione calzature Trussardi. Crea nel 2009 la scarpa “Feline” per Demi Moore, all’interno del progetto di Co-branding con Helena Rubinstein.
Nel 2010 e negli anni successivi partecipa, nel corso di AltaRoma, ai progetti “Limited – Unlimited” presso La Pelanda, Macro Future presso la Biblioteca Casanatense e Palazzo della Civiltà Italiana di Roma. Lo stesso anno collabora con Pirelli per la realizzazione di una "capsule collection" di calzature donna "Pirelli by Diego Dolcini". Produce e realizza “Addiction” un videoclip con la partecipazione di un’inedita Chiara Ferragni. Lo stesso anno inizia una collaborazione con lo storico marchio parigino Madeleine Vionnet che si protrae fino al 2017.
Collabora dal 2011 al 2013 con Narciso Rodriguez a New York, per la collezione di calzature femminile.
Dal 2016 al 2018 ricopre il ruolo di direttore creativo per la divisione calzature uomo e donna di Balmain.
Nel 2018 crea quindici scarpe in edizione limitata con tacchi di cristallo Baccarat. La collezione, denominata “Crystal Couture”, viene presentata il 1º luglio durante l’Haute Couture di Parigi. L’allestimento della collezione avviene nel salone degli specchi dell’ex Hôtel Particulier della viscontessa Marie-Laure de Noailles, sede della Maison di cristalleria francese.
Nel 2019 celebra il 25º anniversario della sua carriera con la pubblicazione del libro From heart to toe e l’uscita dell’omonimo cortometraggio.
In occasione dell’anniversario, il Teatro Franco Parenti di Milano ospita una mostra antologica presso la piscina “I Bagni Misteriosi” insieme ad un’inedita proiezione del cortometraggio omonimo che vede come protagoniste le attrici Lucrezia Lante della Rovere, Luciana Savignano, Justine Mattera e Ilaria Genatiempo. Regia di Andrea Basile.

## Testimonial e Celebrità
Tra i personaggi nel mondo dello spettacolo che hanno scelto di indossare le creazioni di Diego Dolcini ci sono:
- Julia Roberts[40] che ha indossato un paio di sandali Dolcini nel 2001, in occasione della serata degli Oscar che la vide vincitrice come Migliore Attrice per il film “Erin Brockovich“;
- Charlize Theron ha indossato[41] in varie occasioni ed eventi creazioni Dolcini;
- Monica Bellucci;
- Halle Berry;
- Madonna che ha indossato stivali Dolcini in occasione della sua esibizione del 2012 al Superbowl e posato[42] per il fotografo Terry Richardson indossando una creazione dello stilista;
- Mariah Carey che ha affermato di collezionare sue calzature;
- Beyoncé[43] che ha posato per un servizio fotografico per InStyle con un paio di calzature Dolcini;
- Maria Grazia Cucinotta[44] che ha indossato sue creazioni nel film “James Bond 007 The world is Not Enough”;
- Chiara Ferragni[45] amica dello stilista;
- Eva Robin's che ha indossato un suo paio di scarpe nel film “I miei più cari amici”;
- Anne Hathaway;
- Rihanna[46];
- Taylor Swift;
- Courtney Love che è apparsa sulla copertina di Harper's Bazaar indossando un paio di sandali con il tacco in metallo ed un lucchetto alla caviglia;
- Sophie Marceau;
- Naomi Campbell[47] che ha posato per un servizio di VOGUE con diverse creazioni di Dolcini;
- Emma Marrone che nel suo "Essere Qui Tour"[48] ha indossato un'edizione speciale di calzature realizzate appositamente per l'evento[49] dallo stilista;
- Paola Turci.

## Filmografia

### Produttore esecutivo, direttore artistico e attore
- From Heart to Toe con Lucrezia Lante della Rovere, Luciana Savignano, Justine Mattera e Ilaria Genatiempo. Regia di Andrea Basile (2019) - Cortometraggio

### Produttore esecutivo e direttore artistico
- Addiction con Chiara Ferragni. Regia di Andre Basile (2012) - Videoclip